# Kubangkangkung
Kubangkangkung is een bestuurslaag in het regentschap Cilacap van de provincie Midden-Java, Indonesië. Kubangkangkung telt 7700 inwoners (volkstelling 2010).